# Luis de Madrazo
Luis de Madrazo y Kuntz (Madrid, 27 de febrero de 1825-Madrid, 9 de febrero de 1897) fue un pintor español, miembro de la poderosa familia Madrazo, hijo de José Madrazo y hermano de Federico y Pedro. Pintó retratos, pintura de temática religiosa e histórica.

## Biografía

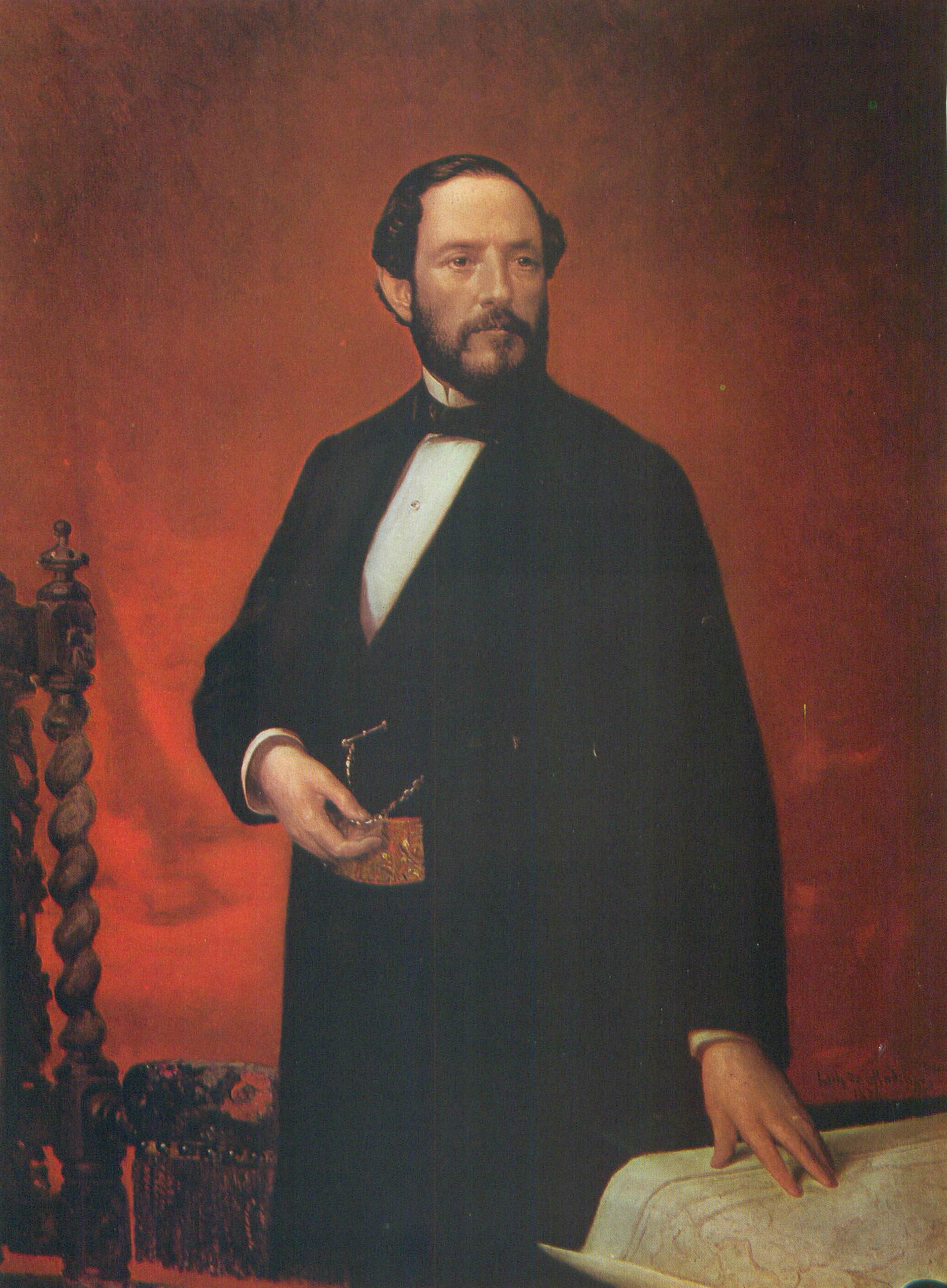
Juan Prim, 1870.

Hijo del pintor neoclásico José Madrazo, y de Isabel Kuntz Valentini, hija del pintor polaco Tadeusz Kuntz, y formado en el taller de su padre junto a sus hermanos, pasó más tarde a la Escuela Superior de Bellas Artes de la Academia de San Fernando de Madrid. Comienza a ganarse la vida a partir de 1845 colaborando como ilustrador en la revista El Semanario Pintoresco. Años más tarde marcha a Roma para ampliar sus conocimientos y su formación artística. En la capital italiana asiste a la Academia Nacional de San Lucas, primero y más tarde a la Academia de Francia en la villa Medicis. En Roma conoció a uno des los creadores de la corriente nazarena, Friedrich Overbeck, en cuyos parámetros estéticos desarrolló su arte. Terminados sus estudios en Roma viaja por toda Europa. Viven en París, Múnich, Venecia y Berlín. En la última década del siglo XIX se instala en Pompeya junto con los pintores Bernardino Montañes y Francisco Sainz. Regresa a Madrid donde la influencia de su padre y hermanos le permite entrar en los círculos pictóricos de la capital de España. En esta última etapa se dedica básicamente a la enseñanza y a pintar retratos para nobles. En 1897 a su fallecimiento, le sucede como Director de la Escuela Superior de Pintura, Escultura y Grabado de Madrid, el profesor académico de número de la Real Academia de San Fernando, Dióscoro Puebla.

## Menciones
Participa en distintos certámenes pictóricos.
- Reconocida su obra en la Exposición Universal de París de 1855.
- Medalla de primera clase en la Exposición Nacional de Bellas artes de Madrid de 1856.
- Medalla de plata de la Exposición Franco-Española de 1864.

## Cargos
- Profesor supernumerario y profesor de pintura de la Escuela de Pintura, Escultura y Grabado de Madrid.
- Académico de la Real Academia de San Fernando.
- Comendador de la Orden de Isabel la Católica.
- Director de la Escuela Superior.

## Obras
- En el Museo del Prado:

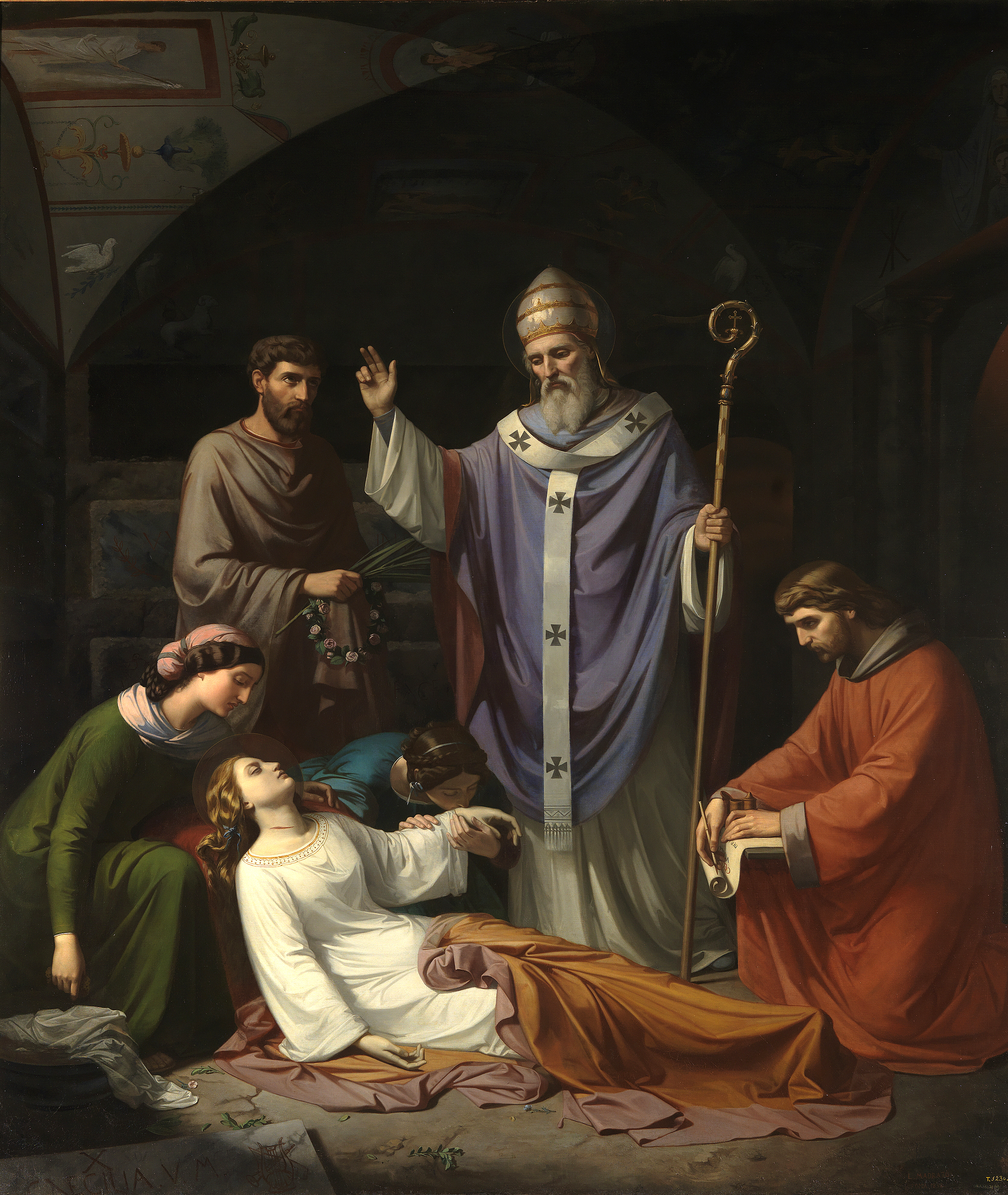
Entierro de Santa Cecilia en las catacumbas de Roma, 1852, Museo del Prado (en depósito en el Museo de Bellas Artes de Granada).

  - Entierro de Santa Cecilia en las catacumbas de Roma, 1852.
  - Retrato de la señora Creus, 1870
  - Retrato de Francisco Sáinz y Pinto, 1848. (Se encuentra en la Real Academia de la Historia)
  - El pintor Vicente Palmaroli, 1866-1867
  - Federico Kuntz Amar
  - Retrato de doña Carmela García, 1863
  - Retrato de Maria Teresa de Amaral y Goitia , 1870  Propiedad privada.
  - Retrato de señora, 1897 (se encuentra en el palacio Cañete. Ayuntamiento de Madrid)
  - Isabel II, (se encuentra en la Diputación Provincial de Zamora)
  - Primer milagro de Santa Teresa) (se encuentra en la Diputación Provincial de Zamora)
  - Isabel la Católica (en el Alcázar de Segovia)
  - Don Pelayo en Covadonga, 1855 (en la Basílica de Covadonga)
  - Busto de niña (Museo de Bellas artes de Granada)
  - Entierro de Santa Cecilia (Museo de Bellas artes de Granada)

- En el Museo Lázaro Galdiano:
  - Retrato de niña con uniforme de Guardia de Corps, blanco, con bocamangas rojas y entorchados negros, 1858.